# Juan de Mendoza y Monteagudo
Juan de Mendoza y Monteagudo (1575-1667) fue un poeta español.

## Biografía
A los quince años marchó al Nuevo Mundo y tomó parte como sargento mayor en diversas empresas de descubrimiento y conquista; describió en octavas reales su búsqueda en las regiones tropicales de los soñados palacios de Dabaybe, llenos de ídolos de oro; su paso por el peligroso Ancerma sobre un frágil madero; la búsqueda de las fuentes del río San Jorge. Más tarde pasó al Perú y de ahí a Chile, alistándose en 1599 bajo las banderas de Francisco de Quiñones. En 1665 aún vivía, pues en ese año otorgó poderes para testar.
José Toribio Medina conjetura, basado en diversos documentos, que compuso un largo poema en cerca de 8000 versos divididos en once cantos, Guerras de Chile, en el que narra los desastrosos acontecimientos de los gobiernos de Martín García de Loyola y de Francisco de Quiñones, y las batallas y escaramuzas de la guerra de Arauco entre la batalla de Curalaba (1598) y la llegada del corsario holandés Baltazar de Cordes a Castro en 1600. Fue editado, estudiado y anotado por José Toribio Medina en Santiago de Chile en 1888; a fines de la década de 1990 fue reeditado como La Guerra de Chile de autor anónimo, pues existen críticos que consideran que el poema no se le puede atribuir con certeza a Mendoza.
- Datos: Q5953317